# Flughafen San Pedro Sula

i7
i11
i13
Der Flughafen San Pedro Sula (spanisch Aeropuerto Internacional Ramón Villeda Morales, IATA-Code: SAP, ICAO-Code: MHLM) ist der internationale Verkehrsflughafen von San Pedro Sula im Nordwesten von Honduras. Er ist noch vor dem Flughafen der Hauptstadt Tegucigalpa der Flughafen mit den meisten Passagieren und den meisten Flugverbindungen in Honduras. Er ist an andere honduranische Flughäfen, weitere Flughäfen in Mittelamerika, in den USA und an Madrid angebunden.

## Geschichte
Der Flughafen ist seit Februar 1965 in Betrieb, 1997 wurde ein neues Terminalgebäude mit einer Grundfläche von 16.000 m² gebaut. Im Jahr 2016 nutzten ihn etwa 800.000 bis 900.000 Passagiere.

## Lage
Der Flughafen San Pedro Sula liegt im Nordwesten von Honduras in einer Höhe von nur ca. 28 m; die Entfernung nach Tegucigalpa beträgt insgesamt etwa 250 km (Fahrtstrecke), nach Copán sind es etwa 180 km.

## Flüge
Täglich gehen Flüge zu verschiedenen nationalen Zielorten, darunter Tegucigalpa, Guatemala und Roatan.
Es gibt auch internationale Flüge zu Flughäfen, darunter Atlanta (mit Delta Airlines), New York (mit United Airlines), Miami (u. a. mit AmeriJet) und Madrid. (mit Air Europe).
Der Flughafen wurde im Jahr 1963 nach dem ehemaligen honduranischen Präsidenten José Ramón Villeda Morales benannt.

## Passagierzahlen
Der Flughafen hatte im Jahr 2018 erstmals über 1 Million Passagiere. Wenige Jahre danach ist die Anzahl der Fluggäste infolge der COVID-19-Pandemie deutlich zurückgegangen.

## Zwischenfälle
- Am 21. Mai 1962 stürzte eine Curtiss C-46D-5-CU Commando der Honduras International (Luftfahrzeugkennzeichen HR-196P) beim Start vom Flughafen San Pedro Sula in ein Wohngebiet und fing Feuer. Beide Piloten, die einzigen Insassen auf dem Frachtflug, überlebten den Unfall. In dem Wohngebiet wurden durch den Unfall drei Menschen getötet.[7]

- Am 18. September 1962 verlor an einer Curtiss C-46F-1-CU Commando der US-amerikanischen Aaxico Airlines, betrieben für Puerto Rican American Airlines, (N67937) beim Start vom Flughafen San Pedro Sula ein Triebwerk an Leistung. Die Maschine geriet von der Startbahn ab und streifte ein Holzhaus. Sie war mit Fleisch für Puerto Rico beladen. Beide Piloten, die einzigen Insassen auf dem Frachtflug, überlebten den Unfall. Das Flugzeug wurde irreparabel beschädigt.[8]